# Operatore (fisica)
In fisica, un operatore è una funzione che va da uno spazio degli stati ad un altro spazio degli stati. L'esempio più semplice dell'utilità degli operatori è lo studio della simmetria, che in questo contesto rende utile il concetto di gruppo. Per questo motivo, sono strumenti molto utili nella meccanica classica. Gli operatori sono ancora più importanti nella meccanica quantistica, dove formano una parte importante della formulazione della teoria. Va detto anche che le proprietà matematiche degli operatori fisici sono un argomento di grande importanza in sé.

## Operatori in meccanica classica
Nella meccanica classica, il movimento di una particella, o sistema di particelle, è completamente determinato dalla Lagrangiana {\displaystyle {\mathcal {L}}(\mathbf {\dot {q}} ,\mathbf {q} ,t)} o, equivalentemente, dall'Hamiltoniana {\displaystyle {\mathcal {H}}(\mathbf {q} ,\mathbf {p} ,t)}, che sono funzioni delle coordinate generalizzate {\displaystyle q_{i}}, delle rispettive velocità generalizzate {\displaystyle {\dot {q}}_{i}} e momenti coniugati {\displaystyle p_{i}}.
Se {\displaystyle {\mathcal {L}}} o {\displaystyle {\mathcal {H}}} sono indipendenti da una coordinata generalizzata {\displaystyle q_{i}}, che viene detta ciclica, significa che la dinamica della particella è sempre la stessa anche quando {\displaystyle q_{i}} cambia. Pertanto, per il teorema di Noether, i momenti lineari coniugati alle coordinate cicliche verranno conservati e l'invarianza del moto rispetto alla coordinata {\displaystyle q_{i}} è una simmetria. Gli operatori della meccanica classica sono collegati a queste simmetrie. Più precisamente, quando {\displaystyle {\mathcal {H}}} è invariante sotto l'azione di un certo gruppo di trasformazioni {\displaystyle {\mathcal {G}}}:
{\displaystyle g\in {\mathcal {G}}\implies {\mathcal {H}}(g(\mathbf {q} ,\mathbf {p} ))={\mathcal {H}}(\mathbf {q} ,\mathbf {p} )}.
gli elementi di {\displaystyle {\mathcal {G}}} sono operatori fisici, che mappano gli stati fisici tra loro.

### Tabella degli operatori della meccanica classica
| Trasformazione                    | Operatore                                        | Posizione                                                                    | Velocità                                                                     | Quantità di moto                                                             |
| --------------------------------- | ------------------------------------------------ | ---------------------------------------------------------------------------- | ---------------------------------------------------------------------------- | ---------------------------------------------------------------------------- |
| Simmetria traslazionale           | {\displaystyle X(\mathbf {r} ^{\prime })}        | {\displaystyle \mathbf {r} \to \mathbf {r} +\mathbf {r} ^{\prime }}          | {\displaystyle \mathbf {v} \to \mathbf {v} }                                 | {\displaystyle \mathbf {p} \to \mathbf {p} }                                 |
| Simmetria traslazionale-temporale | {\displaystyle S(t_{0})}                         | {\displaystyle \mathbf {r} (t_{0})\to \mathbf {r} (t_{0}+t)}                 | {\displaystyle \mathbf {v} (t_{0})\to \mathbf {v} (t_{0}+t)}                 | {\displaystyle \mathbf {p} (t_{0})\to \mathbf {p} (t_{0}+t)}                 |
| Invarianza rotazionale            | {\displaystyle R({\hat {\mathbf {n} }},\theta )} | {\displaystyle \mathbf {r} \to R({\hat {\mathbf {n} }},\theta )\mathbf {r} } | {\displaystyle \mathbf {v} \to R({\hat {\mathbf {n} }},\theta )\mathbf {v} } | {\displaystyle \mathbf {p} \to R({\hat {\mathbf {n} }},\theta )\mathbf {p} } |
| Trasformazioni galileiane         | {\displaystyle G(\mathbf {v} )}                  | {\displaystyle \mathbf {r} \to \mathbf {r} +\mathbf {v} t}                   | {\displaystyle \mathbf {v} _{0}\to \mathbf {v} _{0}+\mathbf {v} }            | {\displaystyle \mathbf {p} \to \mathbf {p} +m\mathbf {v} }                   |
| Parità                            | {\displaystyle P(\mathbf {r} )}                  | {\displaystyle \mathbf {r} \to -\mathbf {r} }                                | {\displaystyle \mathbf {v} \to -\mathbf {v} }                                | {\displaystyle \mathbf {p} \to -\mathbf {p} }                                |
| Simmetria temporale               | {\displaystyle T(t)}                             | {\displaystyle \mathbf {p} \to -\mathbf {p} (-t)}                            | {\displaystyle \mathbf {v} \rightarrow -\mathbf {v} (-t)}                    | {\displaystyle \mathbf {p} \rightarrow -\mathbf {p} (-t)}                    |

dove {\displaystyle R({\hat {\mathbf {n} }},\theta )} il tensore delle rotazioni dell'asse definito dal versore {\displaystyle {\hat {\mathbf {n} }}} e dall'angolo {\displaystyle \theta }.

## Generatori
Se la trasformazione è infinitesimale, l'azione dell'operatore dovrebbe essere della forma
{\displaystyle \mathbf {I} +\varepsilon A}
dove {\displaystyle \mathbf {I} } è il tensore identità, {\displaystyle \varepsilon } un parametro infinitesimale, e {\displaystyle A} dipenderà dalla trasformazione in corso ed è detto insieme di generatori. Un altro esempio si ottiene derivando il generatore delle traslazioni spaziali su funzioni monodimensionali.
Come già affermato, {\displaystyle T_{a}f(x)=f(x-a)}, se {\displaystyle a=\varepsilon } allora si avrà che
{\displaystyle T_{\varepsilon }f(x)=f(x-\varepsilon )\simeq f(x)-\varepsilon f'(x)}
Questa formula può essere riscritta come
{\displaystyle T_{\varepsilon }f(x)=(\mathbf {I} -\varepsilon D)f(x)}
dove {\displaystyle D} è il generatore del gruppo traslazionale, che in questo caso rappresenta l'operatore derivata. Pertanto, si dice che il generatore delle traslazioni sia la derivata.

## La mappa esponenziale
Di norma, l'intero gruppo può essere ricavato dai generatori, tramite la mappa esponenziale. Nel caso delle traslazione l'idea di fondo è questa.
La traslazione per un valore finito pari ad {\displaystyle a} si potrebbe ottenere applicando in modo reiterato una traslazione infinitesimale:
{\displaystyle T_{a}f(x)=\lim _{N\to \infty }T_{a/N}\cdots T_{a/N}f(x)}
Se {\displaystyle n} è grande, ciascun fattore potrà essere considerato infinitesimale:
{\displaystyle T_{a}f(x)=\lim _{n\to \infty }(\mathbf {I} -(a/n)D)^{n}f(x)}
Tuttavia questo limite può essere riscritto come esponenziale:
{\displaystyle T_{a}f(x)=\exp(-aD)f(x).}
Per avere conferma della validità di questa espressione, possiamo espandere l'esponenziale in una serie di potenze:
{\displaystyle T_{a}f(x)=\left(I-aD+{a^{2}D^{2} \over 2!}-{a^{3}D^{3} \over 3!}+\cdots \right)f(x).}
Il secondo membro può essere riscritto come
{\displaystyle f(x)-af'(x)+{a^{2} \over 2!}f''(x)-{a^{3} \over 3!}f'''(x)+\cdots }
che è semplicemente l'espansione in serie di Taylor di {\displaystyle f(x-a)}, che era il valore originale di  {\displaystyle T_{a}f(x)}.

## Operatori in meccanica quantistica
La formulazione matematica della meccanica quantistica si basa sul concetto di operatore.
La funzione d'onda rappresenta l'ampiezza di probabilità di trovare il sistema in quello stato. I termini "funzione d'onda" e "stato" nel contesto di meccanica quantistica sono generalmente usati in modo intercambiabile.
Gli stati fisici puri nella meccanica quantistica sono rappresentati come versori normali, cioè le probabilità sono normalizzate, in uno spazio di Hilbert in campo complesso. L'evoluzione temporale in questo spazio vettoriale è data dall'applicazione dell'operatore evoluzione temporale.
Qualsiasi osservabile, cioè qualsiasi quantità che può essere misurata in un esperimento fisico, dovrebbe essere associata a un operatore lineare autoaggiunto. Gli operatori devono fornire autovalori reali, poiché sono valori che possono emergere come risultato dell'esperimento. Sebbene tradizionalmente i fisici associassero gli autovalori reali all'hermitianità, nel 1998 i fisici si resero conto che esistono anche operatori non-hermitiani con spettri del tutto reali, cioè gli operatori simmetrici di parità di tempo. Per gli operatori hermitiani, la probabilità di ogni autovalore è correlata alla proiezione dello stato fisico sul sottospazio correlato a tale autovalore.
Nella formulazione ondulatoria della meccanica quantistica, la funzione d'onda varia con lo spazio, o equivalentemente con la quantità di moto, e il tempo, quindi gli osservabili sono operatori differenziali.
Nella formulazione matriciale, la norma dello stato fisico dovrebbe rimanere fissa, quindi l'operatore di evoluzione dovrebbe essere unitario e gli operatori possono essere rappresentati come matrici. Qualsiasi altra simmetria, mappando uno stato fisico in un altro, dovrebbe mantenere questa limitazione.

### Forma della funzione d'onda
La funzione d'onda deve essere quadrato integrabile, ovvero:
{\displaystyle \iiint _{\mathbb {R} ^{3}}|\psi (\mathbf {r} )|^{2}{\rm {d}}^{3}\mathbf {r} =\iiint _{\mathbb {R} ^{3}}\psi (\mathbf {r} )^{*}\psi (\mathbf {r} ){\rm {d}}^{3}\mathbf {r} <\infty }
e normalizzabile, in modo che:
{\displaystyle \iiint _{\mathbb {R} ^{3}}|\psi (\mathbf {r} )|^{2}{\rm {d}}^{3}\mathbf {r} =1}
I due casi di autostati, e autovalori, sono:
- per autostati discreti {\displaystyle |\psi _{i}\rangle }, che formano una base discreta, il corrispondente set di autovalori {\displaystyle a_{i}} è esso stesso discreto, e sarà composto da un insieme finito o al più numerabile. Pertanto, detti {\displaystyle z_{i}} i numeri complessi tali che {\displaystyle z_{i}^{*}\cdot z_{i}=|z_{i}|^{2}}, ovvero probabilità di misurare lo stato {\displaystyle |\psi _{i}\rangle }, lo stato è dato dalla sommatoria

{\displaystyle |\psi \rangle =\sum _{i}c_{i}|\phi _{i}\rangle }
- per un continuum di autostati {\displaystyle |\psi _{i}\rangle }, che formano una base continua, esiste un insieme non numerabile di autovalori {\displaystyle a}. Pertanto, detta {\displaystyle z(\phi )} una funzione complessa tale che {\displaystyle z(\phi )^{*}\cdot z(\phi )=|z(\phi )|^{2}}, ovvero la probabilità di misurare lo stato {\displaystyle |\phi \rangle }, quindi lo stato è dato dall'integrale

{\displaystyle |\psi \rangle =\int c(\phi ){\rm {d}}\phi |\phi \rangle }

### Operatori lineari nella meccanica ondulatoria
Sia {\displaystyle \psi } la funzione d'onda per un sistema quantistico e {\displaystyle {\hat {A}}}  un operatore lineare per un qualche {\displaystyle A} osservabile, si ha che
{\displaystyle {\hat {A}}\psi =a\psi ,}
dove {\displaystyle a} è l'autovalore dell'operatore, corrispondente al valore misurato dell'osservabile, ovvero l'osservabile {\displaystyle A} ha un valore misurato {\displaystyle a}, e {\displaystyle \psi } è l'autofunzione di {\displaystyle {\hat {A}}} se questa relazione è valida.
Se {\displaystyle \psi } è un'autofunzione di un determinato operatore {\displaystyle A}, allora verrà osservata una quantità definita, ovvero l'autovalore {\displaystyle a}, dopo aver effettuato una misurazione dell'osservabile {\displaystyle A} sullo stato {\displaystyle \psi }. Al contrario, se {\displaystyle \psi } non è un'autofunzione di {\displaystyle A}, allora non ha autovalore per {\displaystyle A} e l'osservabile non ha un singolo valore definito in quel caso. Invece, le misurazioni della {\displaystyle A} osservabile produrranno ogni autovalore con una certa probabilità, correlata alla decomposizione di {\displaystyle \psi } rispetto alle autobasi ortonormali di {\displaystyle A}.
Nella notazione bra-ket si può scrivere quanto sopra come
{\displaystyle {\begin{aligned}&{\hat {A}}\psi ={\hat {A}}\psi (\mathbf {r} )={\hat {A}}\left\langle \mathbf {r} \mid \psi \right\rangle =\left\langle \mathbf {r} \mid {\hat {A}}\mid \psi \right\rangle \\&a\psi =a\psi (\mathbf {r} )=a\left\langle \mathbf {r} \mid \psi \right\rangle =\left\langle \mathbf {r} \mid a\mid \psi \right\rangle \\\end{aligned}}}
nel caso in cui {\displaystyle \left|\psi \right\rangle } sia un autovettore, o autoket.
A causa della linearità, i vettori possono essere definiti in qualsiasi numero di dimensioni, poiché ciascun componente del vettore agisce separatamente sulla funzione. Un esempio matematico è l'operatore nabla, che è esso stesso un vettore. Un operatore nello spazio {\displaystyle n}-dimensionale può essere scritto:
Un operatore nello spazio {\displaystyle n}-dimensionale può essere scritto:
{\displaystyle \mathbf {\hat {A}} =\sum _{j=1}^{n}\mathbf {e} _{j}{\hat {A}}_{j}}
dove {\displaystyle \mathbf {e} _{j}} sono vettori di base corrispondenti a ciascuna operatore componente {\displaystyle A_{j}}. Ogni componente produrrà un autovalore corrispondente, perciò applicando l'operatore alla funzione d'onda {\displaystyle \psi }:
{\displaystyle \mathbf {\hat {A}} \psi =\left(\sum _{j=1}^{n}\mathbf {e} _{j}{\hat {A}}_{j}\right)\psi =\sum _{j=1}^{n}\left(\mathbf {e} _{j}{\hat {A}}_{j}\psi \right)=\sum _{j=1}^{n}\left(\mathbf {e} _{j}a_{j}\psi \right)}
per cui
{\displaystyle {\hat {A}}_{j}\psi =a_{j}\psi }
In notazione bra-ket
{\displaystyle {\begin{aligned}&\mathbf {\hat {A}} \psi =\mathbf {\hat {A}} \psi (\mathbf {r} )=\mathbf {\hat {A}} \left\langle \mathbf {r} \mid \psi \right\rangle =\left\langle \mathbf {r} \mid \mathbf {\hat {A}} \mid \psi \right\rangle \\&\left(\sum _{j=1}^{n}\mathbf {e} _{j}{\hat {A}}_{j}\right)\psi =\left(\sum _{j=1}^{n}\mathbf {e} _{j}{\hat {A}}_{j}\right)\psi (\mathbf {r} )=\left(\sum _{j=1}^{n}\mathbf {e} _{j}{\hat {A}}_{j}\right)\left\langle \mathbf {r} \mid \psi \right\rangle =\left\langle \mathbf {r} \mid \sum _{j=1}^{n}\mathbf {e} _{j}{\hat {A}}_{j}\mid \psi \right\rangle \\\end{aligned}}\,\!}

### Commutazione degli operatori suΨ
Se due osservabili {\displaystyle A} e {\displaystyle B} hanno operatori lineari {\displaystyle {\hat {A}}} e {\displaystyle {\hat {B}}}, il commutatore è definito come
{\displaystyle \left[{\hat {A}},{\hat {B}}\right]={\hat {A}}{\hat {B}}-{\hat {B}}{\hat {A}}}
Il commutatore è esso stesso un operatore composito, applicando il commutatore su {\displaystyle \psi } si ha
{\displaystyle \left[{\hat {A}},{\hat {B}}\right]\psi ={\hat {A}}{\hat {B}}\psi -{\hat {B}}{\hat {A}}\psi .}
Se {\displaystyle \psi } è un'autofunzione con autovalori {\displaystyle a} e {\displaystyle b}, rispettivamente per gli osservabili {\displaystyle A} e {\displaystyle B}, e se gli operatori commutano si ottiene
{\displaystyle \left[{\hat {A}},{\hat {B}}\right]\psi =0}
quindi gli osservabili {\displaystyle A} e {\displaystyle B} possono essere misurati simultaneamente con precisione infinita, cioè le incertezze sono contemporaneamente {\displaystyle \Delta A=0}, {\displaystyle \Delta B=0}. Allora {\displaystyle \psi } è detta autofunzione simultanea ad {\displaystyle A} e {\displaystyle B}:
{\displaystyle \left[{\hat {A}},{\hat {B}}\right]\psi ={\hat {A}}{\hat {B}}\psi -{\hat {B}}{\hat {A}}\psi =a(b\psi )-b(a\psi )=0}
È evidente che la misurazione di {\displaystyle A} e {\displaystyle B} non provoca alcun cambiamento di stato, vale a dire che gli stati iniziale e finale sono gli stessi, ovvero nessun disturbo dovuto alla misurazione. Supponiamo di misurare {\displaystyle A} per ottenere un valore {\displaystyle a}, per poi misurare {\displaystyle B} per ottenere un valore {\displaystyle b}. Misurando di nuovo {\displaystyle A}, si ottiene ancora lo stesso valore {\displaystyle a}. Chiaramente lo stato {\displaystyle \psi } del sistema non viene a collassare e quindi è possibile misurare {\displaystyle A} e {\displaystyle B} contemporaneamente con precisione infinita.
Invece, se gli operatori non commutano si ha
{\displaystyle \left[{\hat {A}},{\hat {B}}\right]\psi \neq 0}
pertanto, le misure non possono essere realizzate contemporaneamente e con precisione arbitraria, quindi esiste una relazione di incertezza tra gli osservabili:
{\displaystyle \Delta A\Delta B\geq \left|{\frac {\langle [A,B]\rangle }{2}}\right|}
anche se {\displaystyle \psi } è un'autofunzione, la relazione di cui sopra vale. Le coppie notevoli sono posizione e quantità di moto, energia e tempo, relazione di incertezza e momento angolare (spin, orbitale e totale) attorno a due assi ortogonali (come {\displaystyle L_{x}} e {\displaystyle L_{y}}, oppure {\displaystyle s_{y}} e {\displaystyle s_{z}} ecc.).

### Valori attesi degli operatori suΨ
Il valore atteso, o equivalentemente il valore medio, è la misura media di un osservabile, per particella nella regione {\displaystyle R} ed è calcolato come
{\displaystyle \langle {\hat {A}}\rangle =\int _{R}\psi ^{*}\left(\mathbf {r} \right){\hat {A}}\psi \left(\mathbf {r} \right)\mathrm {d} ^{3}\mathbf {r} =\langle \psi |{\hat {A}}|\psi \rangle .}
Questo può essere generalizzato a qualsiasi funzione {\displaystyle F} di un operatore:
{\displaystyle \langle F({\hat {A}})\rangle =\int _{R}\psi (\mathbf {r} )^{*}\left[F({\hat {A}})\psi (\mathbf {r} )\right]\mathrm {d} ^{3}\mathbf {r} =\langle \psi |F({\hat {A}})|\psi \rangle ,}
Un esempio di {\displaystyle F} è l'azione doppia di {\displaystyle A} su {\displaystyle \psi }, ovvero il quadrato dell'operatore:
{\displaystyle F({\hat {A}})={\hat {A}}^{2}\implies \langle {\hat {A}}^{2}\rangle =\int _{R}\psi ^{*}\left(\mathbf {r} \right){\hat {A}}^{2}\psi \left(\mathbf {r} \right)\mathrm {d} ^{3}\mathbf {r} =\langle \psi \vert {\hat {A}}^{2}\vert \psi \rangle }

### Operatori hermitiani
La definizione di un operatore hermitiano è:
{\displaystyle {\hat {A}}={\hat {A}}^{\dagger }}
Di seguito, in notazione bra-ket:
{\displaystyle \langle \phi _{i}|{\hat {A}}|\phi _{j}\rangle =\langle \phi _{j}|{\hat {A}}|\phi _{i}\rangle ^{*}.}
Le proprietà importanti degli operatori hermitiani includono:
- autovalori reali,
- gli autovettori con autovalori diversi sono ortogonali,
- gli autovettori possono essere scelti come base ortonormale completa,

### Operatori nella meccanica delle matrici
Un operatore può essere scritto in forma di matrice per mappare un vettore base su un altro. Poiché gli operatori sono lineari, la matrice è una trasformazione lineare tra le basi, nota anche come matrice di transizione. Ogni elemento base {\displaystyle \phi _{j}} può essere messo in relazione a un altro dall'espressione
{\displaystyle A_{ij}=\langle \phi _{i}|{\hat {A}}|\phi _{j}\rangle ,}
che è un elemento matrice
{\displaystyle {\hat {A}}={\begin{pmatrix}A_{11}&\cdots &A_{1n}\\\vdots &\ddots &\vdots \\A_{n1}&\cdots &A_{nn}\\\end{pmatrix}}}
Un'ulteriore proprietà di un operatore hermitiano è che le autofunzioni corrispondenti a diversi autovalori sono ortogonali. In forma di matrice, gli operatori consentono di trovare autovalori reali corrispondenti alle misurazioni. L'ortogonalità consente a una base adeguata di vettori di rappresentare lo stato del sistema quantistico. Gli autovalori dell'operatore vengono valutati allo stesso modo della matrice quadrata, risolvendo il polinomio caratteristico
{\displaystyle \det \left({\hat {A}}-a{\hat {I}}\right)=0}
dove {\displaystyle {\hat {I}}} è la matrice di identità {\displaystyle n\times n}, come operatore corrisponde all'operatore di identità. Per una base discreta è pari a
{\displaystyle {\hat {I}}=\sum _{i}|\phi _{i}\rangle \langle \phi _{i}|}
mentre per una base continua si ha che
{\displaystyle {\hat {I}}=\int |\phi \rangle \langle \phi |d\phi }

### Inverso di un operatore
Un operatore non-singolare {\displaystyle {\hat {A}}} ha un inverso {\displaystyle {\hat {A}}^{-1}} definito come
{\displaystyle {\hat {A}}{\hat {A}}^{-1}={\hat {A}}^{-1}{\hat {A}}={\hat {I}}}
Se un operatore non ha inverso, è un operatore singolare. In uno spazio di dimensioni finite, un operatore è non singolare se e solo se il suo determinante è diverso da zero
{\displaystyle \det({\hat {A}})\neq 0}
e quindi il determinante è zero per un operatore singolare.

### Tabella degli operatori della meccanica quantistica
Gli operatori utilizzati nella meccanica quantistica sono raccolti nella tabella seguente (si veda ad esempio). I vettori in grassetto con l'accento circonflesso non sono versori, sono operatori a tridimensionali, contenenti tutte e tre le componenti spaziali prese assieme. 
| Operatore                                   | Componenti cartesiane | Definizione generale | Unità di misura     |
| ------------------------------------------- | --- | --- | ------------------- |
| Posizione                                   | {\displaystyle {\begin{aligned}{\hat {x}}=x\\{\hat {y}}=y\\{\hat {z}}=z\end{aligned}}} | {\displaystyle \mathbf {\hat {r}} =\mathbf {r} \,\!} | m                   |
| Impulso o quantità di moto                  | Generale {\displaystyle {\begin{aligned}{\hat {p}}_{x}&=-i\hbar {\frac {\partial }{\partial x}}\\{\hat {p}}_{y}&=-i\hbar {\frac {\partial }{\partial y}}\\{\hat {p}}_{z}&=-i\hbar {\frac {\partial }{\partial z}}\end{aligned}}} | Generale {\displaystyle \mathbf {\hat {p}} =-i\hbar \nabla \,\!} | J · s · m−1 = N · s |
| Impulso o quantità di moto                  | Campo elettromagnetico {\displaystyle {\begin{aligned}{\hat {p}}_{x}=-i\hbar {\frac {\partial }{\partial x}}-qA_{x}\\{\hat {p}}_{y}=-i\hbar {\frac {\partial }{\partial y}}-qA_{y}\\{\hat {p}}_{z}=-i\hbar {\frac {\partial }{\partial z}}-qA_{z}\end{aligned}}} | Campo elettromagnetico {\displaystyle {\hat {\mathbf {p} }}={\hat {\mathbf {P} }}-q\mathbf {A} =-i\hbar \nabla -q\mathbf {A} } dove {\displaystyle \mathbf {A} } è il potenziale vettore | J · s · m−1 = N · s |
| Energia cinetica                            | Translazionale {\displaystyle {\begin{aligned}{\hat {T}}_{x}&=-{\frac {\hbar ^{2}}{2m}}{\frac {\partial ^{2}}{\partial x^{2}}}\\{\hat {T}}_{y}&=-{\frac {\hbar ^{2}}{2m}}{\frac {\partial ^{2}}{\partial y^{2}}}\\{\hat {T}}_{z}&=-{\frac {\hbar ^{2}}{2m}}{\frac {\partial ^{2}}{\partial z^{2}}}\\\end{aligned}}} | {\displaystyle {\begin{aligned}{\hat {T}}&={\frac {\mathbf {\hat {p}} \cdot \mathbf {\hat {p}} }{2m}}\\&={\frac {(-i\hbar \nabla )\cdot (-i\hbar \nabla )}{2m}}\\&={\frac {-\hbar ^{2}}{2m}}\nabla ^{2}\end{aligned}}\,\!} | J                   |
| Energia cinetica                            | Campo elettromagnetico {\displaystyle {\begin{aligned}{\hat {T}}_{x}&={\frac {1}{2m}}\left(-i\hbar {\frac {\partial }{\partial x}}-qA_{x}\right)^{2}\\{\hat {T}}_{y}&={\frac {1}{2m}}\left(-i\hbar {\frac {\partial }{\partial y}}-qA_{y}\right)^{2}\\{\hat {T}}_{z}&={\frac {1}{2m}}\left(-i\hbar {\frac {\partial }{\partial z}}-qA_{z}\right)^{2}\end{aligned}}\,\!}                                                                                      | Campo elettromagnetico {\displaystyle {\begin{aligned}{\hat {T}}&={\frac {\mathbf {\hat {p}} \cdot \mathbf {\hat {p}} }{2m}}\\&={\frac {1}{2m}}(-i\hbar \nabla -q\mathbf {A} )\cdot (-i\hbar \nabla -q\mathbf {A} )\\&={\frac {1}{2m}}(-i\hbar \nabla -q\mathbf {A} )^{2}\end{aligned}}\,\!} dove {\displaystyle \mathbf {A} } è il potenziale vettore | J                   |
| Energia cinetica                            | Rotazione {\displaystyle {\begin{aligned}{\hat {T}}_{xx}&={\frac {{\hat {J}}_{x}^{2}}{2I_{xx}}}\\{\hat {T}}_{yy}&={\frac {{\hat {J}}_{y}^{2}}{2I_{yy}}}\\{\hat {T}}_{zz}&={\frac {{\hat {J}}_{z}^{2}}{2I_{zz}}}\\\end{aligned}}\,\!} dove {\displaystyle J} è il momento d'inerzia | Rotazione {\displaystyle {\hat {T}}={\frac {\mathbf {\hat {J}} \cdot \mathbf {\hat {J}} }{2I}}\,\!} | J                   |
| Energia potenziale                          | N/A | {\displaystyle {\hat {V}}=V\left(\mathbf {r} ,t\right)=V\,\!} | J                   |
| Energia totale                              | N/A | {\displaystyle {\hat {E}}=i\hbar {\frac {\partial }{\partial t}}\,\!} Dipendente dal tempo {\displaystyle {\hat {E}}=E\,\!} Indipendente dal tempo | J                   |
| Operatore hamiltoniano                      | | {\displaystyle {\begin{aligned}{\hat {H}}&={\hat {T}}+{\hat {V}}\\&={\frac {\mathbf {\hat {p}} \cdot \mathbf {\hat {p}} }{2m}}+V\\&={\frac {{\hat {p}}^{2}}{2m}}+V\\\end{aligned}}\,\!} | J                   |
| Momento angolare                            | {\displaystyle {\begin{aligned}{\hat {L}}_{x}&=-i\hbar \left(y{\partial \over \partial z}-z{\partial \over \partial y}\right)\\{\hat {L}}_{y}&=-i\hbar \left(z{\partial \over \partial x}-x{\partial \over \partial z}\right)\\{\hat {L}}_{z}&=-i\hbar \left(x{\partial \over \partial y}-y{\partial \over \partial x}\right)\end{aligned}}} | {\displaystyle \mathbf {\hat {L}} =\mathbf {r} \times -i\hbar \nabla } | J · s = N · s · m   |
| Spin                                        | {\displaystyle {\begin{aligned}{\hat {S}}_{x}={\hbar \over 2}\sigma _{x}\\{\hat {S}}_{y}={\hbar \over 2}\sigma _{y}\\{\hat {S}}_{z}={\hbar \over 2}\sigma _{z}\end{aligned}}}dove {\displaystyle \sigma _{x}={\begin{pmatrix}0&1\\1&0\end{pmatrix}}} {\displaystyle \sigma _{y}={\begin{pmatrix}0&-i\\i&0\end{pmatrix}}} {\displaystyle \sigma _{z}={\begin{pmatrix}1&0\\0&-1\end{pmatrix}}} sono le matrici di Pauli per le particelle con spin pari a 1/2. | {\displaystyle \mathbf {\hat {S}} ={\hbar \over 2}{\boldsymbol {\sigma }}\,\!} dove {\displaystyle {\boldsymbol {\sigma }}} è il vettore composto dalle matrici di Pauli. | J · s = N · s · m   |
| Momento angolare totale                     | {\displaystyle {\begin{aligned}{\hat {J}}_{x}&={\hat {L}}_{x}+{\hat {S}}_{x}\\{\hat {J}}_{y}&={\hat {L}}_{y}+{\hat {S}}_{y}\\{\hat {J}}_{z}&={\hat {L}}_{z}+{\hat {S}}_{z}\end{aligned}}} | {\displaystyle \mathbf {\hat {J}} =\mathbf {\hat {L}} +\mathbf {\hat {S}} =-i\hbar \mathbf {r} \times \nabla +{\frac {\hbar }{2}}{\boldsymbol {\sigma }}} | J · s = N · s · m   |
| Momento di transizione del dipolo elettrico | {\displaystyle {\begin{aligned}{\hat {d}}_{x}&=q{\hat {x}}\\{\hat {d}}_{y}&=q{\hat {y}}\\{\hat {d}}_{z}&=q{\hat {z}}\end{aligned}}} | {\displaystyle \mathbf {\hat {d}} =q\mathbf {\hat {r}} } | C · m               |

### Esempi di applicazione di operatori quantistici
La procedura per estrarre informazioni da una funzione d'onda è la seguente: si consideri l'impulso {\displaystyle p} di una particella come esempio. L'operatore impulso in funzione della posizione in una dimensione è:
{\displaystyle {\hat {p}}=-i\hbar {\frac {\partial }{\partial x}}}
Lasciando questo atto su {\displaystyle \psi } otteniamo:
{\displaystyle {\hat {p}}\psi =-i\hbar {\frac {\partial }{\partial x}}\psi }
se {\displaystyle \psi } è un'autofunzione di {\displaystyle {\hat {p}}}, quindi l'autovalore {\displaystyle p} del momento è il valore del momento della particella, trovato da:
{\displaystyle -i\hbar {\frac {\partial }{\partial x}}\psi =p\psi }
Per tre dimensioni l'operatore impulso utilizza l'operatore nabla per diventare:
{\displaystyle \mathbf {\hat {p}} =-i\hbar \nabla }
Nelle coordinate cartesiane, usando i vettori base cartesiani standard {\displaystyle \mathbf {e} _{x}}, {\displaystyle \mathbf {e} _{y}}, {\displaystyle \mathbf {e} _{z}}, questo può essere riscritto come
{\displaystyle \mathbf {e} _{\mathrm {x} }{\hat {p}}_{x}+\mathbf {e} _{\mathrm {y} }{\hat {p}}_{y}+\mathbf {e} _{\mathrm {z} }{\hat {p}}_{z}=-i\hbar \left(\mathbf {e} _{\mathrm {x} }{\frac {\partial }{\partial x}}+\mathbf {e} _{\mathrm {y} }{\frac {\partial }{\partial y}}+\mathbf {e} _{\mathrm {z} }{\frac {\partial }{\partial z}}\right)}
dove
{\displaystyle {\hat {p}}_{x}=-i\hbar {\frac {\partial }{\partial x}},\quad {\hat {p}}_{y}=-i\hbar {\frac {\partial }{\partial y}},\quad {\hat {p}}_{z}=-i\hbar {\frac {\partial }{\partial z}}\,\!}
Il processo di ricerca degli autovalori è lo stesso, infatti, poiché si tratta di un'equazione di vettori e operatore, se {\displaystyle \psi } è un'autofunzione, ogni componente dell'operatore impulso avrà un autovalore corrispondente a quella componente di quantità di moto. Applicando {\displaystyle \mathbf {\hat {p}} }a {\displaystyle \psi } si ottiene
{\displaystyle {\begin{aligned}{\hat {p}}_{x}\psi &=-i\hbar {\frac {\partial }{\partial x}}\psi =p_{x}\psi \\{\hat {p}}_{y}\psi &=-i\hbar {\frac {\partial }{\partial y}}\psi =p_{y}\psi \\{\hat {p}}_{z}\psi &=-i\hbar {\frac {\partial }{\partial z}}\psi =p_{z}\psi \\\end{aligned}}\,\!}